# Constance Lloyd
Constance Wilde (Dublín, Irlanda, entonces perteneciente al Reino Unido, 2 de enero de 1858 – Génova, Italia, 7 de abril de 1898), nacida como Constance Mary Lloyd, fue la esposa del dramaturgo Oscar Wilde y la madre de sus dos hijos, Cyril y Vyvyan. Hija de Horacio Lloyd, un abogado irlandés, y Adelaida Atkinson Lloyd, se casó con Wilde el 29 de mayo de 1884, y tuvo a sus dos hijos dos años después del matrimonio. En 1888 publicó el libro There Was Once (Érase una vez), basado en las historias para niños que había escuchado de su abuela. Constance y su esposo estuvieron involucrados también en el movimiento de reforma del vestido.
Se desconoce hasta que punto Constance estaba al tanto de las relaciones homosexuales de su esposo. En 1891 conoció al amante de Oscar, Lord Alfred Douglas, cuando el mismo Wilde lo llevó a su casa de visita, en la época en que Wilde vivía más en hoteles que en su casa de Tite Street. Desde el nacimiento de su segundo hijo, Vyvyan, la relación entre Constance y Oscar se había tornado distante. Se afirma que en una ocasión, cuando Wilde advertía a sus hijos sobre lo que le podía suceder a los niños traviesos que hacían llorar a sus madres, los niños le preguntaron qué era entonces lo que les sucedía a los padres ausentes que hacían llorar a sus madres. La relación de Wilde con sus hijos, sin embargo, siempre se mantuvo en buenos términos.

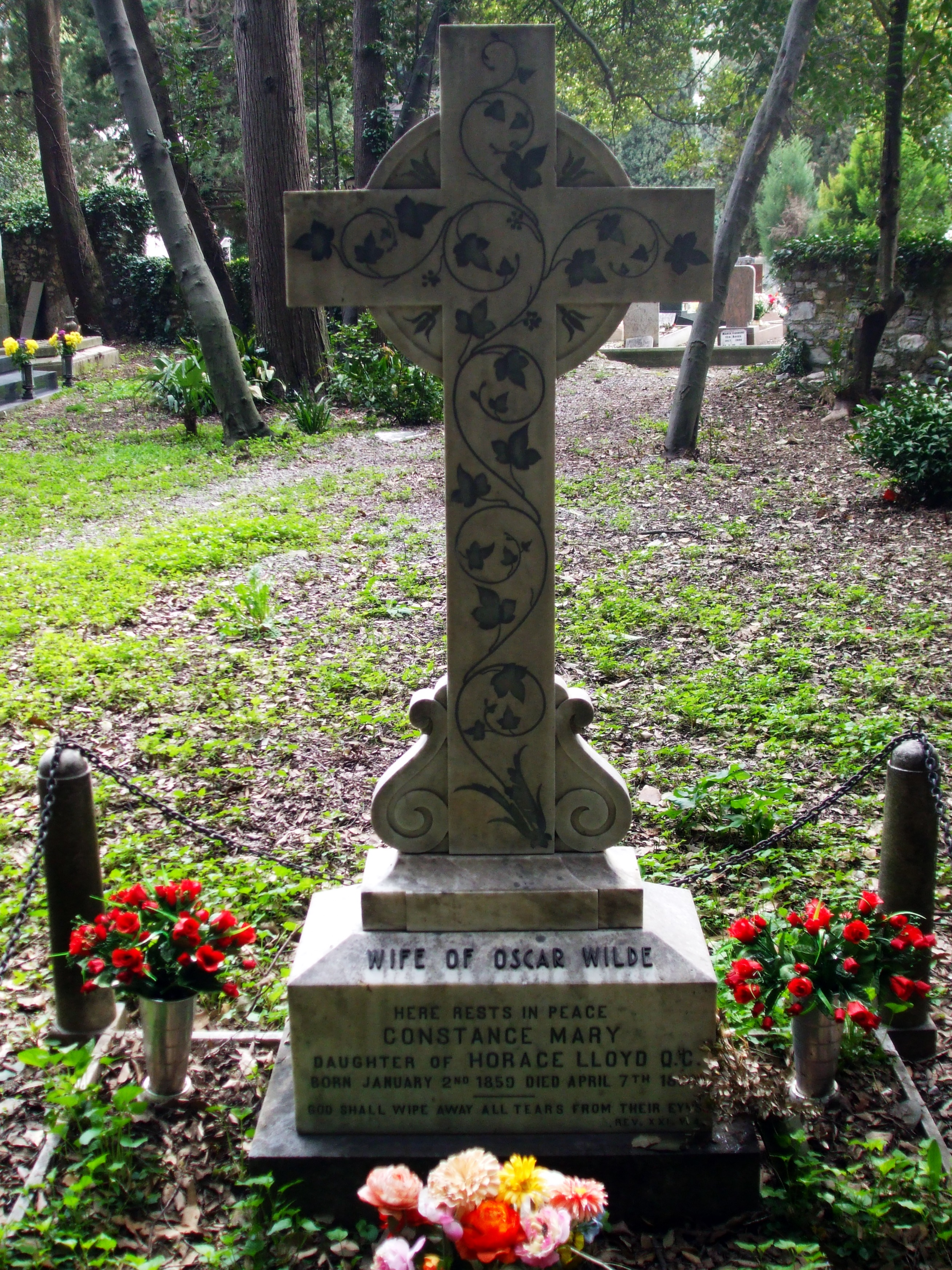
Tumba de Constance Lloyd, en el cementerio de Staglieno en Génova, Italia.

En 1895, por su ignorancia en el tema, Constance se mostró confundida y consternada cuando Oscar fue juzgado y encarcelado por la acusación de «indecencia grave».
Luego del encarcelamiento de Wilde, Constance cambió su apellido y el de sus hijos a «Holland», para mantenerse al margen del escándalo de Wilde. La pareja nunca se divorció, y aunque Constance visitó a Oscar en la cárcel para darle la noticia de que su madre había muerto, más tarde lo obligó a renunciar a sus derechos de paternidad. Liberado de la prisión, Constance se negó a enviarle dinero a Wilde a menos que hubiese roto relaciones con Lord Alfred Douglas, su amante. Una caída por las escaleras, en la casa que había compartido con Wilde, dejó a Constance con parálisis. Finalmente, murió el 7 de abril de 1898, después de una cirugía de columna. Fue sepultada en Génova, Italia.